# Elisaveta Bagriana
Elisaveta Bagriana (en búlgar: Елисавета Багряна, pseudònim d'Elissaveta Liubomírova Beltxeva, búlgar: Елисавета Любомирова Белчева coneguda entre els seus amics com a Lisa Bagriana, búlgar: Лиза Багряна) fou una poetessa búlgara, traductora i autora de llibres per a nens.
Juntament amb Dora Gabe és una de les pioneres en la literatura femenina en el seu país. Va ser nominada pel Premi Nobel de Literatura en tres ocasions.
Va escriure Večnata i svjatata (‘L'etern i sant’, 1927), Sǔrce čoveško (‘Cor humà’, 1936), Ot briag do briag (‘D'una riba a l'altra’, 1963) o Kontrapunkti (‘Contrapunts', 1972). Les seves obres reflecteixen una profunda reflexió i experiència vital.